# Großolbersdorf
Großolbersdorf är en kommun och ort i Landkreis Erzgebirgskreis i förbundslandet Sachsen i Tyskland. Kommunen har cirka 2 700 invånare.